# Szughur Tahtani
Szughur Tahtani (arab. شغور تحتاني) – wieś w Syrii, w muhafazie Idlib. W 2004 roku liczyła 1599 mieszkańców.